# The Prospector's Daughter
The Prospector's Daughter est un film muet américain réalisé par Thomas H. Ince et sorti en 1912.

## Fiche technique
- Réalisation : Thomas H. Ince
- Date de sortie :  États-Unis : 25 décembre 1912

## Distribution
- Ann Little
- Charles K. French
- Ethel Grandin
- Ray Myers